# دانيال روبين
دانيال روبين هو لاعب هوكي الجليد سويسري، ولد في 29 يوليو 1985 في برن في سويسرا.

## وصلات خارجية
- دانيال روبين على موقع EliteProspects.com (الإنجليزية)
- دانيال روبين على موقع Eurohockey.com (الإنجليزية)
- دانيال روبين على موقع HockeyDB.com (الإنجليزية)